# Rio Sacraiú
Rio Sacraiú är ett periodiskt vattendrag i Brasilien.   Det ligger i delstaten Bahia, i den östra delen av landet, 1 000 km öster om huvudstaden Brasília.
Omgivningen kring Rio Sacraiú är huvudsakligen savann. Området är ganska glesbefolkat, med 23 invånare per kvadratkilometer.